# Оделево
Оделево — село в Приволжском районе Ивановской области, входит в состав Новского сельского поселения.

## География
Расположено в 19 км на юг от центра поселения села Новое и в 25 км на юго-восток от райцентра города Приволжск.

## История
В XVII веке по административно-территориальному делению село входило в Костромской уезд в Плесский стан. По церковно-административному делению приход относился к Плесской десятине. В 1620 году упоминается церковь "Ивана Богослова в селе Оделеве". В 1627-1631 годах "за Иваном Дмитриевым Колычевым в поместье по ввозной грамоте 1628 г., что было в поместье за отцом его за Дмитрием Васильевым сыном Колычева, полсела Оделева, а другая половина за Данилом Шенгурским, да к селу ж Оделеву погост на государеве цареве и великаго князя Михаила Федоровича всея русии земле, а на погосте церковь Пречистые Богородицы Влодимерския да придел Ивана Богослова древяны клетцки, да церковь Ивана Богослова ветха обвалилась, а на церковной земле во дворе поп Стефан Кононов, дьячек Васка Гаврилов, пономарь Спиридонко Мартемьянов...". В 1672 году упоминается церковь "ап. Иоанна Богослова древяна, строение приходских людей". В феврале 1706 году "выдан антиминс вместо ветхаго в село Оделево в придел Иоанна Богослова, тоя церкви поп Иоанн Савинов антиминс взял и росписался". 
Каменная Богородицкая церковь в селе с колокольней и оградой построена в 1796 году усердием прихожан. Престолов было три: в холодной в честь Владимирской иконы Божией Матери, в теплой — во имя ап. Иоанна Богослова и во имя святителя Николая Чудотворца.
В конце XIX — начале XX века село являлось центром Оделевской волости Нерехтского уезда Костромской губернии, с 1918 года — Иваново-Вознесенской губернии.
С 1929 года село входило в состав Меленковского сельсовета Середского района Ивановской области, с 1946 года — в составе Приволжского района, с 1954 года — в составе Горки-Чириковского сельсовета, с 1963 года — в составе Фурмановского района, с 1983 года — вновь в составе Приволжского района, с 2005 года — в составе Новского сельского поселения.

## Население
| 1872 | 1897 | 1907 | 2002 | 2010 |
| ---- | ---- | ---- | ---- | ---- |
| 214  | ↗221 | ↘219 | ↘11  | ↘1   |

## Достопримечательности
В селе расположена недействующая Церковь Владимирской иконы Божией Матери (1796).